# 豊後中川駅
豊後中川駅（ぶんごなかがわえき）は、大分県日田市天瀬町合田にある、九州旅客鉄道（JR九州）久大本線の駅である。
かつては急行「由布」の一部が停車していた。

## 歴史
- 1934年（昭和9年）11月15日：鉄道省（国有鉄道）の駅として開業[4]。
- 1962年（昭和37年）10月1日：貨物取扱廃止[6]。
- 1971年（昭和46年）2月20日：業務委託駅となる[7]。
- 1984年（昭和59年）
  - 1月20日：荷物扱い廃止[6]。
  - 2月15日：天ケ瀬 - 日田駅間のCTC化に伴い、無人化[5]。
- 1987年（昭和62年）4月1日：国鉄分割民営化により九州旅客鉄道が継承[8]。
- 2011年（平成23年）3月29日：待合室を改装[9]。
- 2015年（平成27年）3月14日：新駅舎（待合室）の落成式挙行[2][10]。

## 駅構造
単式ホーム1面1線を有する地上駅である。無人駅。
かつて2面2線だった頃に使用されていた旧ホームの跡に桜の木が植えられており、桜の開花時期には桜の花のそばを列車が走行する写真が撮影できる撮影スポットとして知られる。また、駅構内には桜のほか、菜の花やアジサイなども植えられている。
かつての駅舎には無人駅化に伴いJA（農業協同組合）系のスーパーマーケット・Aコープ等が併設されていたが、2011年に待合室のみとなった。
2015年には、駅近郊の出身者のふるさと納税等を資金として老朽化した待合室の改築が行われ、3月14日に新たな駅舎（待合室）の落成式が行われた。新駅舎は木造平屋で、延床面積約33m2。

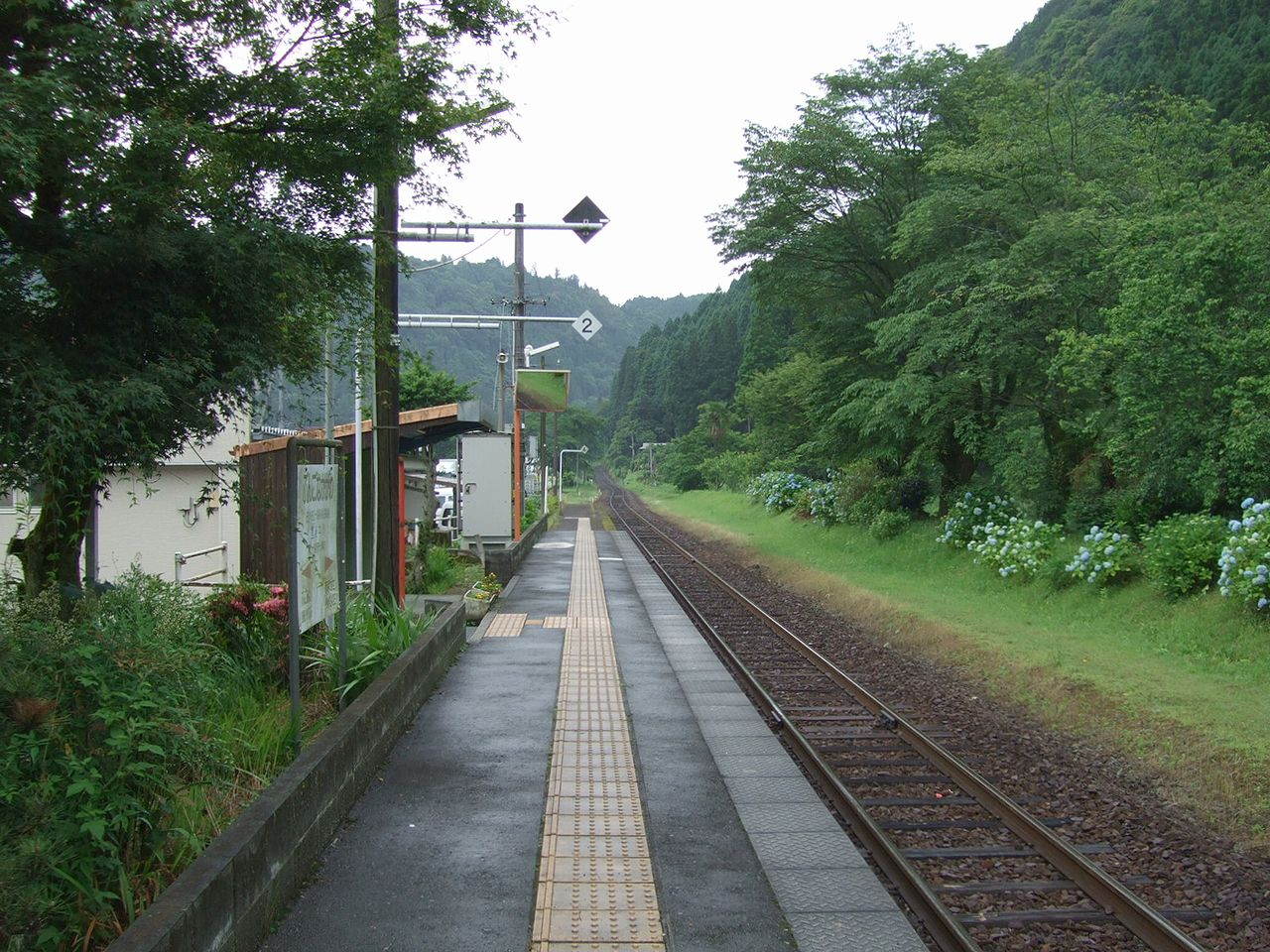
ホーム（2013年6月）
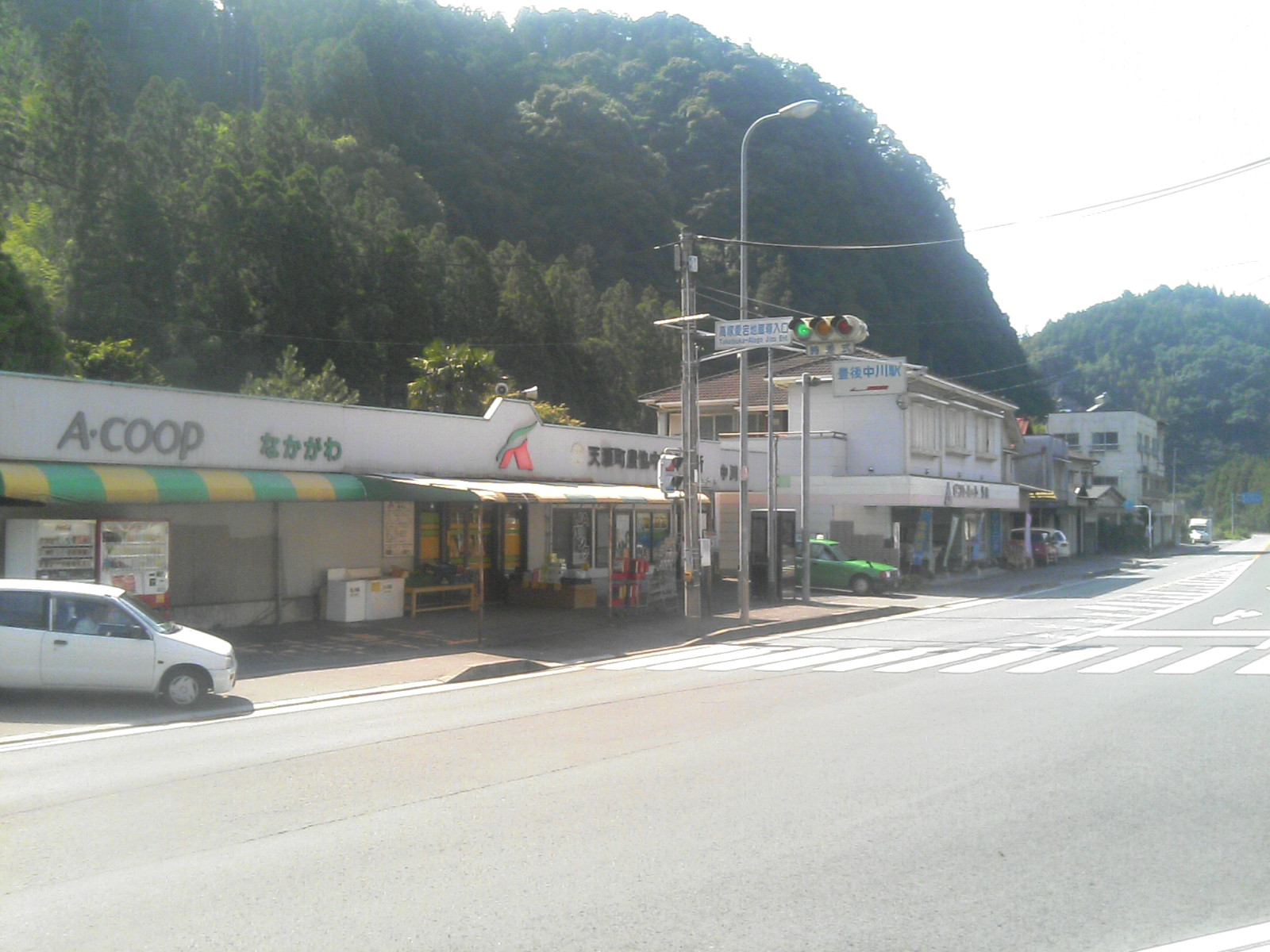
スーパーマーケット併設時の駅舎（2007年8月）
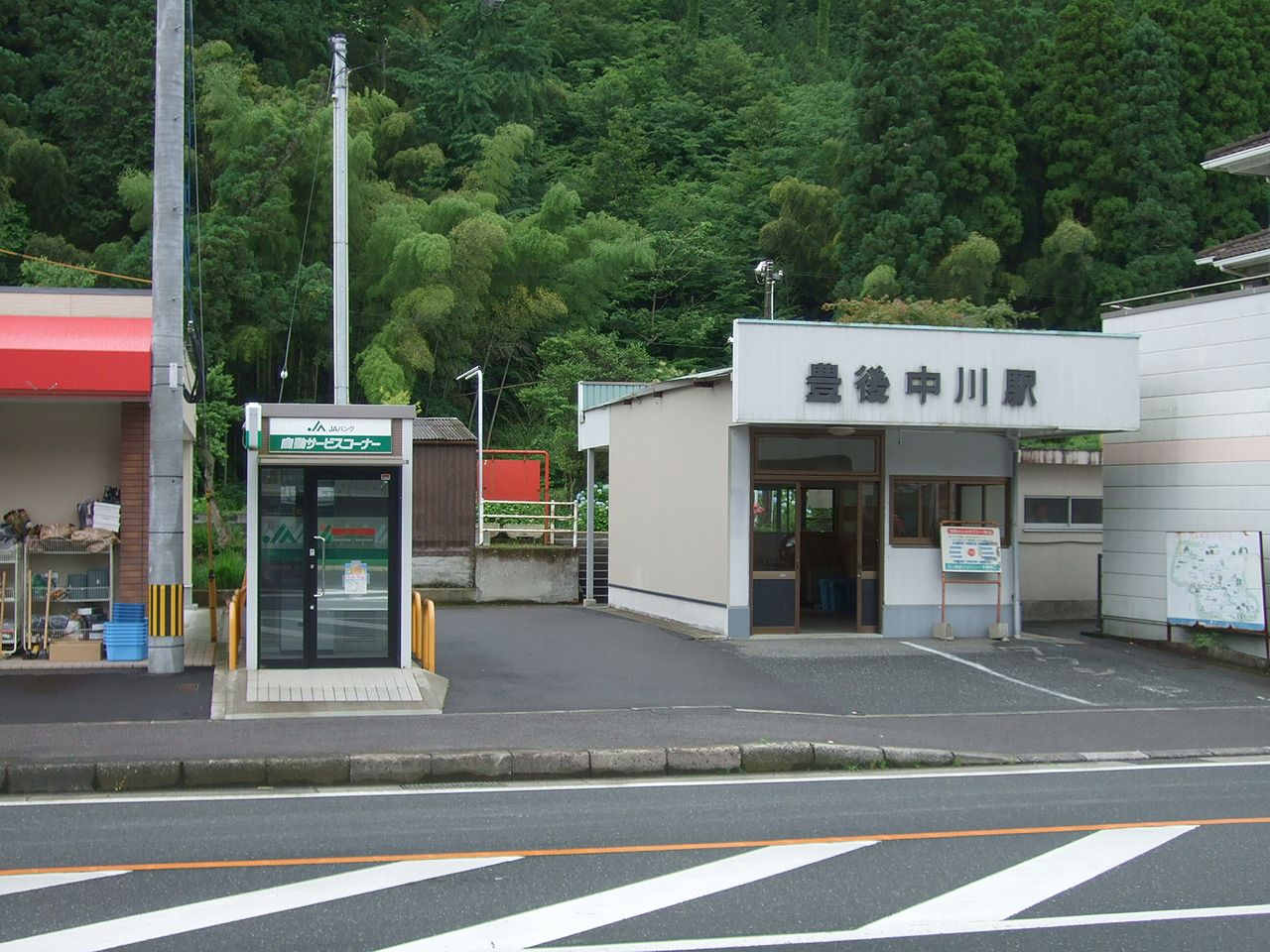
スーパーマーケット解体後の旧駅舎（2013年6月）

## 利用状況
1965年度（昭和40年度）には乗車人員が271,112人（定期外:91,864人、定期:179,248人）、降車人員が282,163人で、手荷物（発送:192個、到着:111個）や小荷物（発送:759個、到着:666個）も取り扱っていた。
2015年度（平成27年度）の乗車人員は10,046人（定期外:2,301人、定期:7,745人）、降車人員は10,254人である。
※1日平均乗車人員の数値は各年度版「大分県統計年鑑」による年間乗車人員の値を各年度の日数で割った値。
| 年度               | 年間 乗車人員 | 定期外 乗車人員 | 定期 乗車人員 | 一日平均 乗車人員* | 年間 降車人員 | 出典              |
| ------------------ | ------------- | --------------- | ------------- | ------------------ | ------------- | ----------------- |
| 1965年（昭和40年） | 271,112       | 91,864          | 179,248       | -                  | 282,163       | [ 14 ]            |
| -                  | -             | -               | -             | -                  | -             | -                 |
| 1990年（平成2年）  | 86,290        | 19,345          | 66,945        | -                  | 95,226        | [ 15 ]            |
| 1991年（平成3年）  | 78,685        | 18,344          | 60,341        | -                  | 88,468        | [ 16 ]            |
| 1992年（平成4年）  | 59,846        | 16,764          | 43,082        | -                  | 64,218        | [ 17 ]            |
| 1993年（平成5年）  | 66,479        | 15,045          | 51,434        | -                  | 71,694        | [ 18 ]            |
| 1994年（平成6年）  | 74,726        | 15,050          | 59,676        | -                  | 79,085        | [ 19 ]            |
| 1995年（平成7年）  | 73,012        | 12,192          | 60,820        | -                  | 78,543        | [ 20 ]            |
| 1996年（平成8年）  | 67,192        | 11,925          | 55,267        | -                  | 71,682        | [ 21 ]            |
| 1997年（平成9年）  | 60,566        | 12,068          | 48,498        | -                  | 62,013        | [ 22 ]            |
| 1998年（平成10年） | 60,940        | 12,367          | 48,573        | -                  | 62,045        | [ 23 ]            |
| 1999年（平成11年） | 60,104        | 10,320          | 49,784        | -                  | 61,495        | [ 24 ]            |
| 2000年（平成12年） | 54,383        | 9,102           | 45,281        | 149                | 56,442        | [ 25 ]            |
| 2001年（平成13年） | 49,142        | 9,135           | 40,007        | 135                | 49,502        | [ 26 ]            |
| 2002年（平成14年） | 46,601        | 9,039           | 37,562        | 128                | 47,691        | [ 27 ]            |
| 2003年（平成15年） | 40,948        | 5,613           | 35,335        | 112                | 44,549        | [ 28 ]            |
| 2004年（平成16年） | 43,647        | 4,798           | 38,849        | 120                | 45,630        | [ 29 ]            |
| 2005年（平成17年） | 34,567        | 4,390           | 30,177        | 95                 | 35,825        | [ 30 ]            |
| 2006年（平成18年） | 35,776        | 4,194           | 31,582        | 98                 | 37,148        | [ 31 ]            |
| 2007年（平成19年） | 33,242        | 3,389           | 29,853        | 91                 | 35,041        | [ 32 ]            |
| 2008年（平成20年） | 31,487        | 2,447           | 29,040        | 86                 | 33,466        | [ 33 ]            |
| 2009年（平成21年） | 27,110        | 2,090           | 25,020        | 74                 | 28,307        | [ 34 ] [ 注釈 1 ] |
| 2010年（平成22年） | 27,044        | 2,181           | 24,863        | 74                 | 28,215        | [ 36 ] [ 注釈 1 ] |
| 2011年（平成23年） | 22,211        | 2,281           | 19,930        | 61                 | 23,269        | [ 37 ] [ 注釈 1 ] |
| 2012年（平成24年） | 14,484        | 2,039           | 12,445        | 40                 | 15,444        | [ 38 ] [ 注釈 1 ] |
| 2013年（平成25年） | 13,007        | 2,102           | 10,905        | 36                 | 13,418        | [ 39 ] [ 注釈 1 ] |
| 2014年（平成26年） | 12,387        | 2,263           | 10,124        | 34                 | 12,681        | [ 40 ] [ 注釈 1 ] |
| 2015年（平成27年） | 10,046        | 2,301           | 7,745         | 27                 | 10,254        | [ 41 ] [ 注釈 1 ] |

- 一日平均乗車人員は年間乗車人員の値を各年度の日数で割った値。

## 駅周辺
旧天瀬町の中心部より北側の山間部にある。国道210号が久大本線に並行して駅前を通る。
- 宇野商店 - 駅舎に併設されていたAコープの跡地にあるコンビニエンスストア兼衣料品店。
- 日田市役所馬原出張所
- 馬原郵便局
- 日田市立東渓中学校
- 日田市立東渓小学校 - 2012年に馬原小学校等4校を統合して旧馬原小学校の校地に開校[42]。
- 高塚愛宕地蔵尊 - 当駅が最寄り駅。バスで約15分[43]。駅前の高塚愛宕地蔵尊入口交差点から大分県道54号線を約5 km進む。
- 国道210号
- 大分県道54号玖珠天瀬線

## 隣の駅
九州旅客鉄道（JR九州）
■久大本線
豊後三芳駅 - 豊後中川駅 - 天ケ瀬駅